# Крігсфельд
Крігсфельд (нім. Kriegsfeld) — громада в Німеччині, розташована в землі Рейнланд-Пфальц. Входить до складу району Доннерсберг. Складова частина об'єднання громад Кірхгаймболанден.
Площа — 26,41 км2. Населення становить 991 ос. (станом на 31 грудня 2020).